# Saint-Jean-sur-Tourbe
Pour les articles homonymes, voir Saint-Jean.
Saint-Jean-sur-Tourbe est une commune française, située dans le département de la Marne en région Grand Est.

## Géographie
|              | Laval-sur-Tourbe      | Courtémont |
| Somme-Suippe | Saint-Jean-sur-Tourbe | Hans       |
|              | Somme-Tourbe          |            |

{
Située au nord-est du département, la commune est longée par une rivière classée 1re catégorie, la Tourbe.
La Tourbe, affluent de l'Aisne traverse Saint-Jean-sur-Tourbe.
Elle prend sa source dans le village voisin, Somme-Tourbe.
Le lit principal de la rivière passe en grande partie à l'est du village. Un bief a été créé pour alimenter les lavoirs du village.
Le cours normal est souvent dénommé par les villageois fausse rivière.
Deux hameaux complètent la commune :
- la Salle, situé en amont sur la rivière entre Saint-Jean et Somme-Tourbe.
- les Cruzis, situé à l'extrême nord-est du territoire, entre les villages de Laval-sur-Tourbe et Hans

### Hydrographie
La commune est dans la région hydrographique « la Seine du confluent de l'Oise (inclus) à l'embouchure » au sein du bassin Seine-Normandie. Elle est drainée par la Tourbe et divers autres petits cours d'eau,.
La Tourbe, d'une longueur de 21 km, prend sa source dans la commune de Somme-Tourbe et se jette  dans divers bras de la Tourbe à Servon-Melzicourt, après avoir traversé dix communes. 

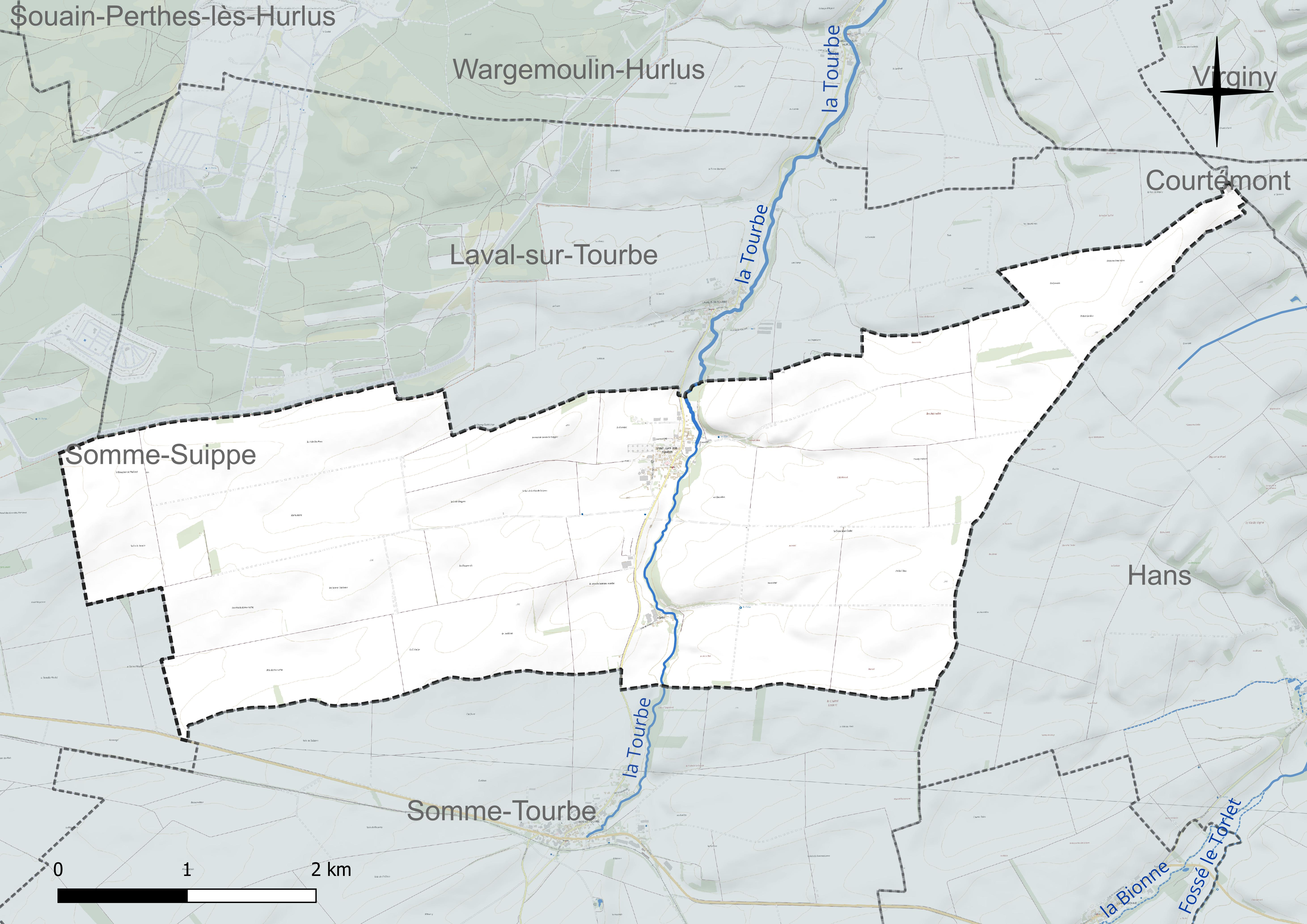
Réseau hydrographique de Saint-Jean-sur-Tourbe.

### Climat
Pour des articles plus généraux, voir Climat du Grand Est et Climat de la Marne.
En 2010, le climat de la commune est de type climat des marges montargnardes, selon une étude du Centre national de la recherche scientifique s'appuyant sur une série de données couvrant la période 1971-2000. En 2020, Météo-France publie une typologie des climats de la France métropolitaine dans laquelle la commune est exposée à un climat océanique altéré et est dans la région climatique  Nord-est du bassin Parisien, caractérisée par un ensoleillement médiocre, une pluviométrie moyenne régulièrement répartie au cours de l’année et un hiver froid (3 °C). 
Pour la période 1971-2000, la température annuelle moyenne est de 10,1 °C, avec une amplitude thermique annuelle de 15,8 °C. Le cumul annuel moyen de précipitations est de 825 mm, avec 12,8 jours de précipitations en janvier et 8,8 jours en juillet. Pour la période 1991-2020, la température moyenne annuelle observée sur la station météorologique de Météo-France la plus proche, « Argers », sur la commune d'Argers à 14 km à vol d'oiseau, est de 10,9 °C et le cumul annuel moyen de précipitations est de 739,4 mm. 
La température maximale relevée sur cette station est de 41,1 °C, atteinte le 25 juillet 2019 ; la température minimale est de −17,5 °C, atteinte le 20 décembre 2009,,. 
Les paramètres climatiques de la commune ont été estimés pour le milieu du siècle (2041-2070) selon différents scénarios d'émission de gaz à effet de serre à partir des nouvelles projections climatiques de référence DRIAS-2020. Ils sont consultables sur un site dédié publié par Météo-France en novembre 2022.

## Urbanisme

### Typologie
Au 1er janvier 2024, Saint-Jean-sur-Tourbe est catégorisée commune rurale à habitat dispersé, selon la nouvelle grille communale de densité à sept niveaux définie par l'Insee en 2022.
Elle est située hors unité urbaine. Par ailleurs la commune fait partie de l'aire d'attraction de Châlons-en-Champagne, dont elle est une commune de la couronne,. Cette aire, qui regroupe 97 communes, est catégorisée dans les aires de 50 000 à moins de 200 000 habitants,.

### Occupation des sols
L'occupation des sols de la commune, telle qu'elle ressort de la base de données européenne d’occupation biophysique des sols Corine Land Cover (CLC), est marquée par l'importance des territoires agricoles (98,2 % en 2018), une proportion sensiblement équivalente à celle de 1990 (98,3 %). La répartition détaillée en 2018 est la suivante : 
terres arables (95,6 %), zones agricoles hétérogènes (2,6 %), zones urbanisées (1,6 %), milieux à végétation arbustive et/ou herbacée (0,2 %). L'évolution de l’occupation des sols de la commune et de ses infrastructures peut être observée sur les différentes représentations cartographiques du territoire : la carte de Cassini (XVIIIe siècle), la carte d'état-major (1820-1866) et les cartes ou photos aériennes de l'IGN pour la période actuelle (1950 à aujourd'hui).

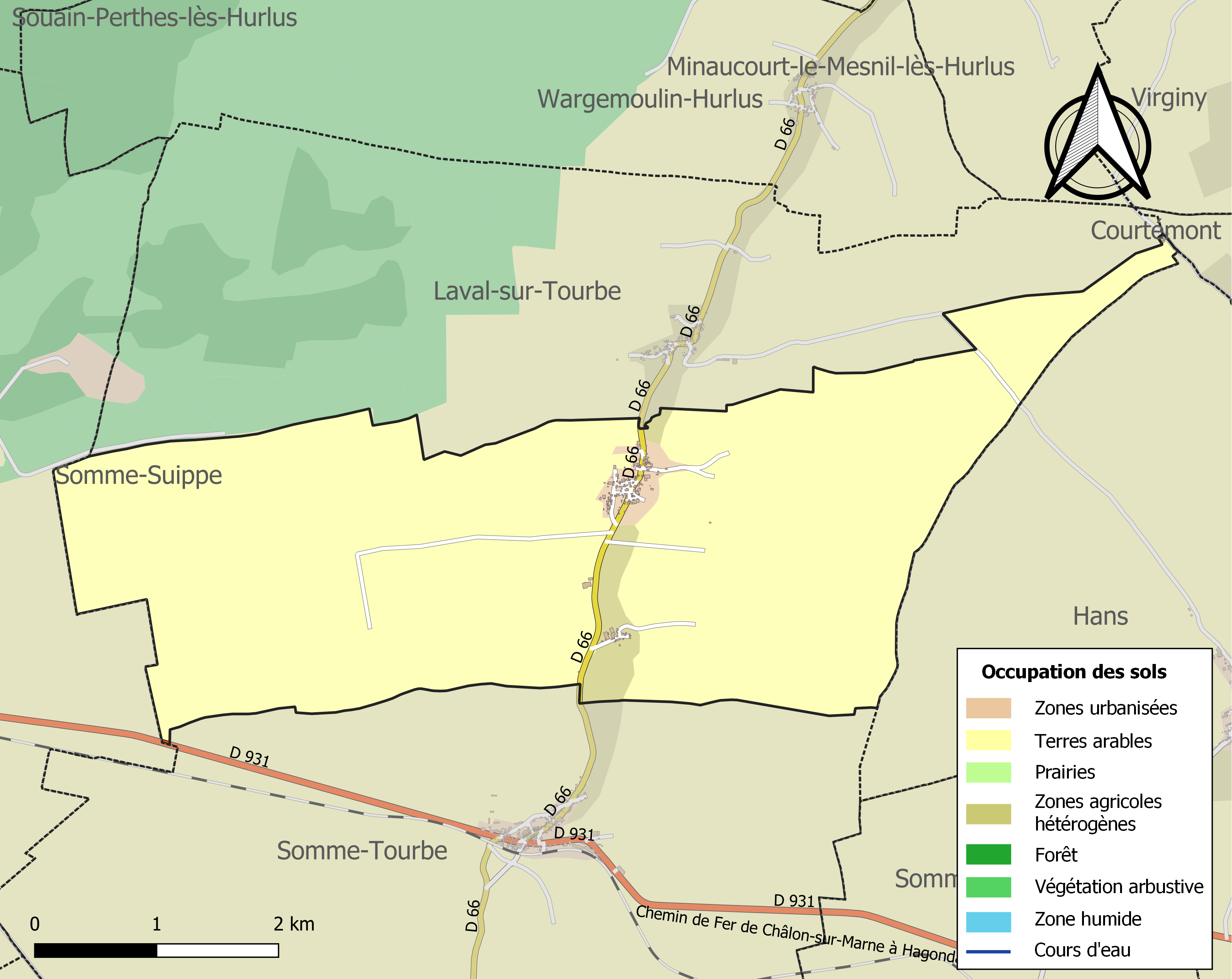
Carte des infrastructures et de l'occupation des sols de la commune en 2018 (CLC).

## Économie
Aujourd'hui le village n'a plus aucun commerce. L'activité principale y est l'agriculture.

## Toponymie
Le nom de la localité est attesté sous les formes Sanctus Johannes (1203) ; Saint-Jehan, Saint-Johan (vers 1222) ; Sanctus Johannes supra Turbam (1229) ; Saint-Jehan-sur-Torbe, S.-Jehan-sur-Tourbe (1246) ; Villa que dicitur Saint-Johan apud Sometorbe (1248) ; Sanctus Johannes super Turbam (1252) ; Saint-Jehan de Sommetourbe (1267) ; Sanctus Johannes de Summa Turba (vers 1300) ; Sanctus Johannes ad Turbam (1303-1312) ; Sanctus Johannes Tourbe (1306) ; Sanctus Johannes de Turbain (1346) ; Saint-Jehan à Tourbe (1400) ; Saint-Jehan-sur-Tourble (1524) ; Sainct-Jehan-sur-Tourbe (1548) ; Saint-Jehan-à-Sommetourbe (1573) ; Saint-Jehan-sur-Tourbes (1652) ; Saint-Jean (1686).

Saint-Jean est un hagiotoponyme.
La Tourbe est une rivière du département de la Marne, qui prend sa source sur la commune de Somme-Tourbe et qui se jette dans l'Aisne à Servon-Melzicourt.
Au cours de la Révolution française, la commune porta provisoirement les noms de Mont-sur-Tourbe et de Tourbemont.

## Histoire
Une tombe à char gaulois a été trouvée en 1868 au lieu-dit Malinet.
Un "château à motte" était présent sur la commune comme l'indique plusieurs documents expliquant des échanges entre la comtesse Jeanne de Champagne et les seigneurs locaux, puis entre le royaume de France et le comte de Grandpré. Les premières mentions de ce château datent de 1172. La destruction par les anglais au XIVe siècle d'un château équivalent et proche (Cernay-en-Dormois) laisse penser que celui de Saint Jean a disparu à la même époque. Le cadastre napoléonien montre encore une parcelle circulaire montrant l'emplacement de cette bâtisse. Aujourd'hui, les rue et ruelle des Remparts restent seules à rappeler la présence de vestiges d'anciens fossés.
Le château était constitué de deux parties, une partie haute sur butte plus ou moins fortifiée, et une partie basse appelée basse-cour ou encore "bayle". Le site en a d'ailleurs gardé le nom: « Le Bel ».

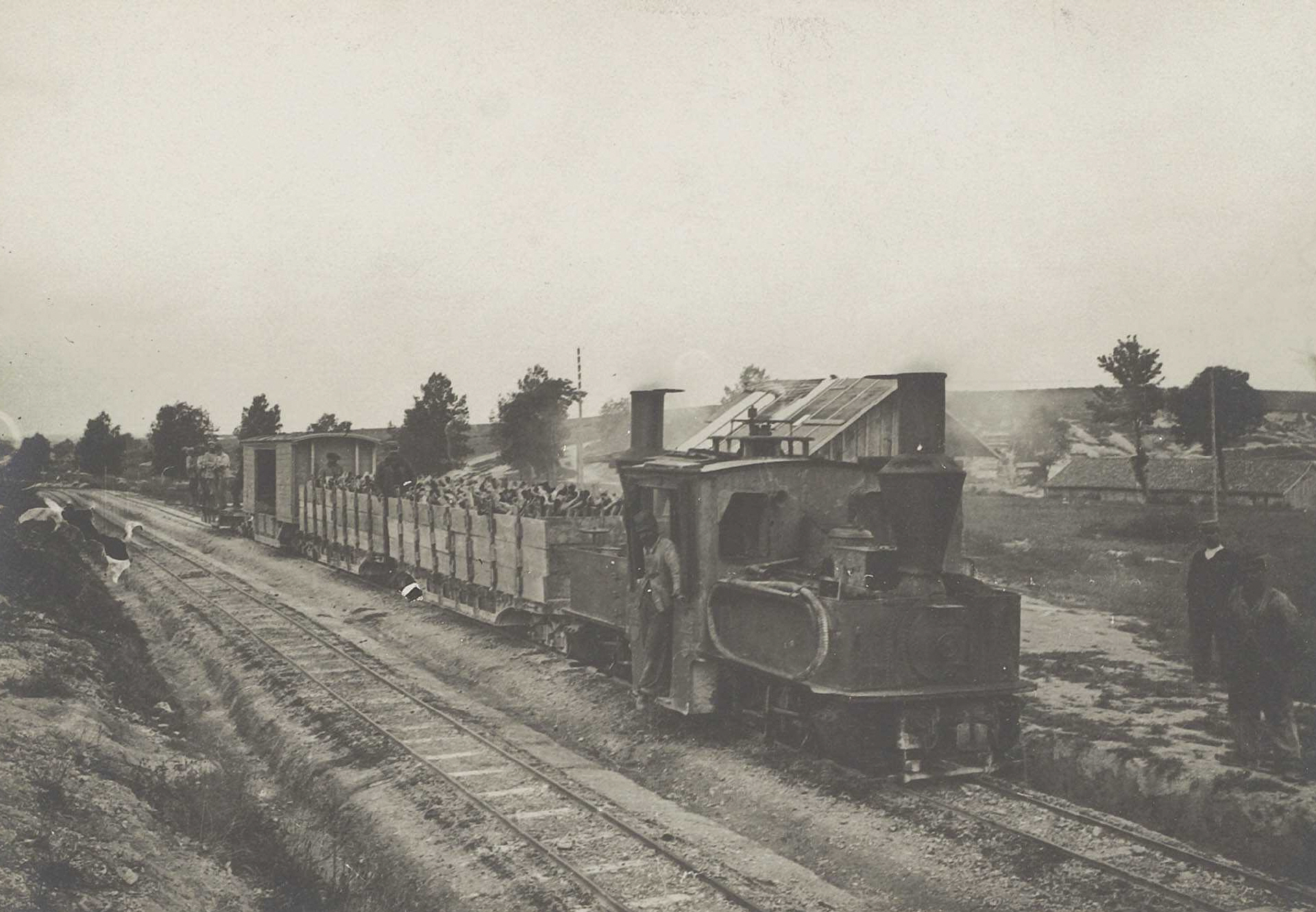
Une voie Decauville pendant la Grande guerre.

Le village a été presque entièrement détruit au début de la Première Guerre mondiale. 
Plusieurs bâtisses ont ensuite été construites grâce aux dommages de guerre.
Pendant la guerre, la proximité du front et donc des soldats français a permis l'ouverture de plusieurs épiceries et d'un café.
Après le conflit, seuls une épicerie et un café ont continué leurs activités.
Le café a fermé définitivement ses portes au début des années 1950. Quant à l'épicerie, elle a continué jusqu'au début des années 1960.

## Politique et administration
Par décret du 29 mars 2017, l'arrondissement de Sainte-Menehould est supprimée et la commune est intégrée le 31 mars 2017 à l'arrondissement de Châlons-en-Champagne.

### Intercommunalité
La commune, antérieurement membre de la communauté de communes de la Région de Suippes, est membre depuis le 1er janvier 2014 de la communauté de communes de Suippe et Vesle.
En effet, conformément aux prévisions du schéma départemental de coopération intercommunale (SDCI) de la Marne du 15 décembre 2011,, les communautés de communes CC de la région de Suippes et CC des sources de la Vesle ont fusionné le 1er janvier 2014 afin de former la nouvelle communauté de communes de Suippe et Vesle.

### Liste des maires
| Période                                  | Période                       | Identité          | Étiquette | Qualité |
| ---------------------------------------- | ----------------------------- | ----------------- | --------- | --- |
| Les données manquantes sont à compléter. |                               |                   |           | |
| mars 2001                                | En cours (au 2 décembre 2020) | François Mainsant | DVD       | Agriculteur propriétaire-exploitant Président de la CC de la Région de Suippes (2008 → 2013) Président de la CC de Suippe et Vesle (2014 → ) Réélu pour le mandat 2020-2026, |

## Démographie
L'évolution du nombre d'habitants est connue à travers les recensements de la population effectués dans la commune depuis 1793. Pour les communes de moins de 10 000 habitants, une enquête de recensement portant sur toute la population est réalisée tous les cinq ans, les populations de référence des années intermédiaires étant quant à elles estimées par interpolation ou extrapolation. Pour la commune, le premier recensement exhaustif entrant dans le cadre du nouveau dispositif a été réalisé en 2008.

En 2022, la commune comptait 90 habitants, en évolution de −6,25 % par rapport à 2016 (Marne : −1,19 %, France hors Mayotte : +2,11 %).
| 1793 | 1800 | 1806 | 1821 | 1831 | 1836 | 1841 | 1846 | 1851 |
| ---- | ---- | ---- | ---- | ---- | ---- | ---- | ---- | ---- |
| 213  | 211  | 245  | 303  | 349  | 354  | 349  | 363  | 343  |

| 1856 | 1861 | 1866 | 1872 | 1876 | 1881 | 1886 | 1891 | 1896 |
| ---- | ---- | ---- | ---- | ---- | ---- | ---- | ---- | ---- |
| 337  | 332  | 325  | 282  | 272  | 250  | 242  | 214  | 235  |

| 1901 | 1906 | 1911 | 1921 | 1926 | 1931 | 1936 | 1946 | 1954 |
| ---- | ---- | ---- | ---- | ---- | ---- | ---- | ---- | ---- |
| 232  | 214  | 217  | 149  | 170  | 194  | 198  | 175  | 173  |

| 1962 | 1968 | 1975 | 1982 | 1990 | 1999 | 2006 | 2008 | 2013 |
| ---- | ---- | ---- | ---- | ---- | ---- | ---- | ---- | ---- |
| 164  | 136  | 121  | 106  | 116  | 109  | 109  | 109  | 100  |

| 2018 | 2022 | - | - | - | - | - | - | - |
| ---- | ---- | - | - | - | - | - | - | - |
| 89   | 90   | - | - | - | - | - | - | - |

## Lieux et monuments

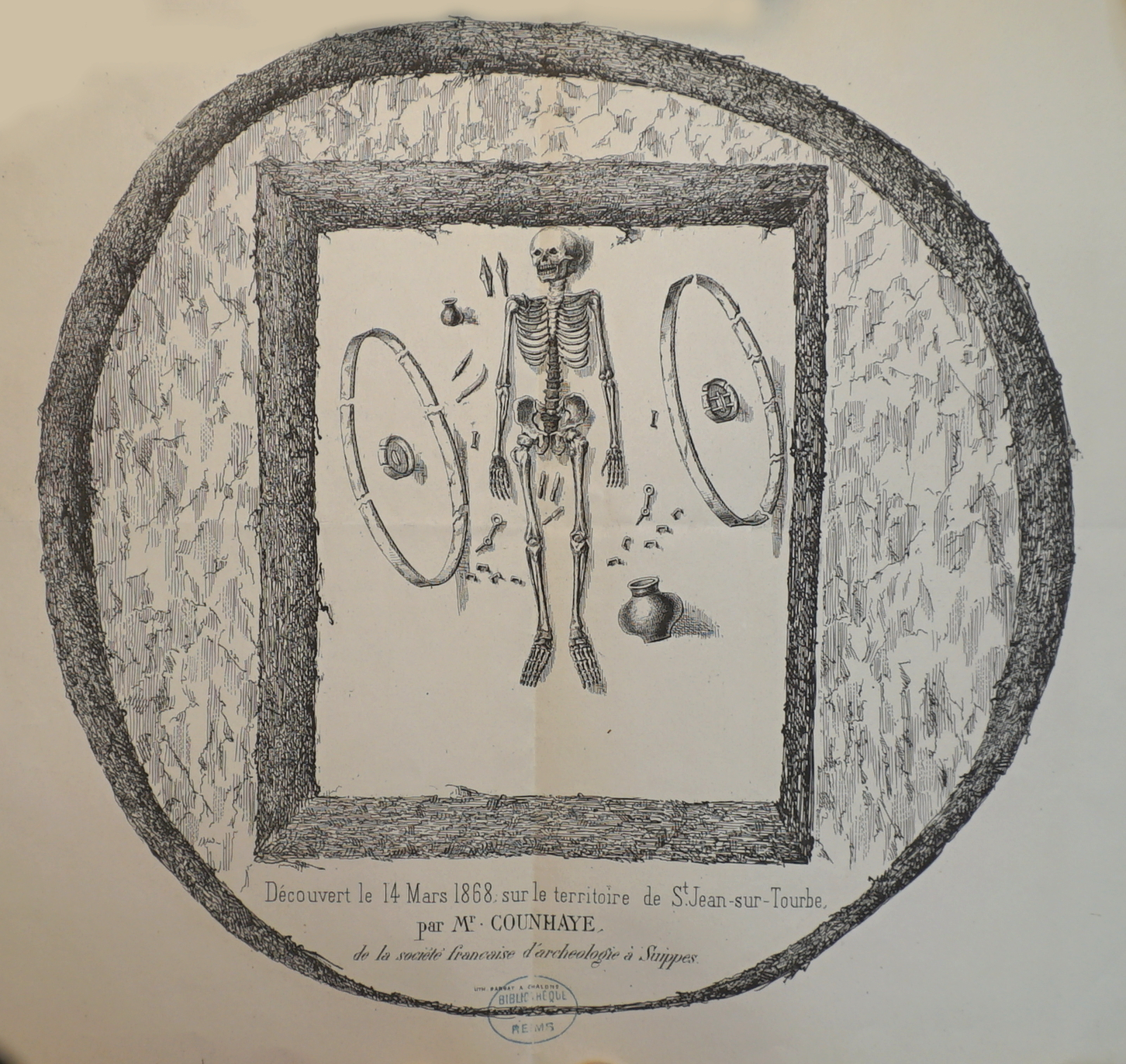
Tombe à char.

### Église Saint-Jean-Baptiste
L'église de la Nativité (saint Jean-Baptiste) est classée aux monuments historiques.
- L’abside, le transept et ses deux chapelles datent du XIVe siècle. Ils sont voûtés et éclairés par de grandes fenêtres à réseaux.
- La nef du XIe siècle a été reconstruite en 1557 dans le style Renaissance.
- Les bas-côtés sont de style flamboyant avec portails et fenêtres.

L'église de Saint-Jean a servi d'hôpital militaire pendant la Première Guerre mondiale.

### Cimetière militaire
Le cimetière militaire français de Saint-Jean-sur-Tourbe a été créé en 1925. 
Il regroupe 2 222 corps français, qui proviennent des cimetières provisoires de Saint-Jean, Gizaucourt, La Croix-en-Champagne, Laval-sur-Tourbe, Somme-Tourbe et Somme-Bionne.

### Calvaire de Nermont
Situé au nord-est du village, le calvaire de Nermont domine les communes de Saint-Jean-sur-Tourbe et Laval-sur-Tourbe.

## Personnalités liées à la commune
- Jean-Armand de Joyeuse (1631-1710), marquis de Joyeuse, baron de Verpel (canton de Buzancy), de Saint-Jean-sur-Tourbe, chevalier des ordres du roi, maréchal de France du XVIIe siècle).
- Jean Baptiste Aimable Gaillot, astronome du XIXe siècle.